# Vitoria-Gasteiz
Vitoria-Gasteiz (tiếng Tây Ban Nha: [biˈtoɾja]; tiếng Basque: [ɡas̺teis̻]) là một thành phố miền bắc Tây Ban Nha, là xứ lỵ Xứ Basque, tỉnh lỵ tỉnh Araba/Álava. Đây là nơi đặt nghị viện của cộng đồng tự trị, trụ sở chính quyền, cũng như nơi cư trú cho Lehendakari. Vitoria-Gasteiz là municipio rộng nhất Xứ Basque, bao gồm không chỉ địa phận thành phố, mà còn cả vùng thôn quê xung quanh (với 63 ngôi làng), đạt diện tích 276,81 km² (106,88 sq mi), dân số 252.571 người (tháng 5, 2019). Cư dân Vitoria-Gasteiz được gọi là vitorianos (tiếng Tây Ban Nha) hay gasteiztarrak (tiếng Basque), còn tục danh thường gọi là babazorros ('túi đậu' trong tiếng Basque).